# Brücken (Birkenfeld)
Brücken è un comune di 1.256 abitanti della Renania-Palatinato, in Germania.

Appartiene al circondario (Landkreis) di Birkenfeld (targa BIR) ed è parte della comunità amministrativa (Verbandsgemeinde) di Birkenfeld.